# Dinastia wattàssida

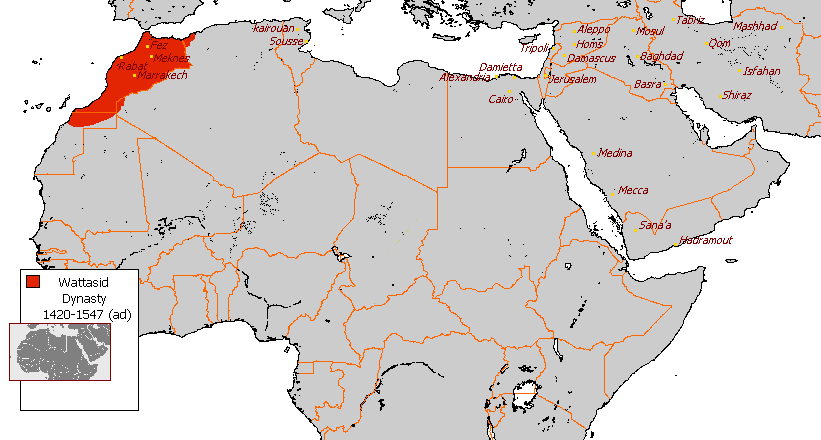
La dinastia wattàssida en el moment de màxima expansió

La dinastia wattàssida (àrab: الوطاسيون, al-waṭṭāsiyyūn) o dels Banu Wattàs (àrab: بنو وطاس, Banū Waṭṭās) fou una dinastia musulmana d'origen amazic zeneta que governà al Marroc entre 1472 i 1550.

## Història
Establerts al Zab i els altiplans del Magrib central, van abandonar aquestes regions al segle xi per anar al Maghrib al-Aqsa i van acabar per establir-se al Rif. El 1293 el seu xeic Úmar ibn Yahya ibn al-Wazir es va revoltar contra el marínida Abu-Yaqub Yússuf an-Nàssir ibn Yaqub i es va apoderar de la fortalesa de Tazuta; però després els wattàssides van ocupar diversos càrrecs pels sultans benimerins, dins el makhzin o govern. A la mort d'Abu-Inan Faris al-Mutawàkkil ibn Alí, el 1358, van començar a exercir el poder efectiu. L'imperi marínida es va dividir en dos en 1374, quan el regne de Fes, que ocupava el nord del Marroc i Algèria, es va separar del regne de Marrakesh.
En ser assassinat el sultà Abu-Saïd Uthman ibn Àhmad (1420), després del seu fracàs en intentar recuperar Ceuta, que havia caigut en mans portugueses en 1415, el wattàssida Abu-Zakariyà Yahya, que era caid de Salé, va posar al tron el fill del difunt Abu-Muhàmmad Abd-al-Haqq ibn Uthman, que encara era un nen, i va governar el país amb el títol de wazir (visir). Abu-Zakariyà Yahya va fer front a una anarquia que havia avançat per tot el Marroc: els marabuts cridaven a la guerra santa contra els portuguesos que havien ocupat posicions a les costes marroquines (Ceuta, des de 1415). Fins i tot el sultà hàfsida de Tunísia va fer una incursió a Fes. El jove sultà Abu-Muhàmmad Abd-al-Haqq va aconseguir rebutjar als portuguesos a Tànger el 1437; els lusitans van haver de deixar a l'infant Ferran com a ostatge contra la devolució de Ceuta que finalment mai es va produir i l'infant va morir el 1443 en captivitat. Abu-Zakariyà Yahya va morir assassinat el 1448 per àrabs la revolta dels quals estava reprimint. El va succeir com a visir un parent seu, Alí ibn Yússuf, que va conservar el poder efectiu, i tot i que el sultà Abu-Muhàmmad Abd-al-Haqq tenia feia anys edat per regnar es va mantenir la regència. El 1458 va morir Alí i el va succeir Yahya ibn Abi-Zakariyà Yahya. El sultà, cansat de la situació, el va fer assassinar al cap de poc temps (1459) junt amb tots els membres de la família (dos germans del visir van poder fugir). En aquest temps el sultà ja no dominava Fes, que havia quedat en mans dels xorfa (xerifs) idríssides, un dels quals, Abu-Abd-Al·lah Muhàmmad al-Jutí fou proclamat sultà el 1465; Abu-Abd-Al·lah va fer presoner Abu-Muhàmmad Abd-al-Haqq i el va executar, acabant amb la dinastia marínida.
El wattàssida Abu-Zakariyà Muhàmmad ax-Xaykh, germà de Yahya ibn Abi-Zakariyà Yahya, s'havia refugiar a Arzila on conservava un poder local. El 1471 la ciutat fou ocupada pels portuguesos, que després van entrar a Tànger; Muhàmmad va acabar signant amb ells una treva de vint anys per marxar amb totes les seves forces contra Fes que va assetjar el 1472 i va ocupar després d'un llarg setge. El xerif idríssida Abu-Abd-Al·lah Muhàmmad al-Jutí va fugir a Tunis i Abu-Zakariyà Muhàmmad ax-Xaykh es va proclamar soldà.
Abu-Zakariyà Muhàmmad ax-Xaykh va regnar fins al 1502 o 1505. La seva política va estar marcada per l'enfrontament amb els portuguesos a la costa atlàntica. Van ocupar Safi, Azemmour i Mazagan, però van haver d'abandonar la fortalesa anomenada Graciosa, en una illa del riu Loukkos. El 26 d'abril de 1489 va signar un tractat amb Portugal a Tchemmich. Diverses parts del Marroc no reconeixien l'autoritat wattàssida: Chefchaouen i Tetuan, al nord, formaven virtuals estats independents; al sud els emirs Hintata dominaven Marràqueix, i a Debdou s'havia format un emirat marínida. Abu-Zakariyà Muhàmmad ax-Xaykh era en realitat poca cosa més que sobirà de Fes i el seu entorn.
El va succeir el seu fill Abu-Abd-Al·lah Muhàmmad ibn Muhàmmad anomenat al-Burtukalí (‘el Portuguès’) perquè havia estat portat a Portugal el 1471 després de la conquesta d'Arzila. Va intentar seguir la política del pare en contra dels cristians i especialment els portuguesos però mentre apareixia al sud un nou poder, els xorfa sadites; Abu-Abd-Al·lah Muhàmmad va cridar a la seva cort a dos dels fills del xerif Muhàmmad Abu-Abd-Al·lah al-Qàïm (Àhmad al-Araj i Muhàmmad al-Mahdí) però cridats aviat pel seu pare van retornar i van combatre contra el sultà i el 1523 s'havien apoderat del sud del Marroc incloent Marràqueix, formant de facto un estat rival de Fes.
Abu-Abd-Al·lah Muhàmmad al-Burtukalí va morir el maig de 1526 i el va succeir el seu germà Alí Abu-Hassun però el setembre del mateix any fou enderrocat pel seu nebot Abu-l-Abbàs Àhmad (1526-1550) que va reorientar la política de la dinastia. Ja no va combatre els portuguesos sinó els xerifs sadites de Marràqueix. El 1545 el sultà wattàssida fou fet presoner prop de l'uadi de Derna pel sadita Mahàmmad (I) aix-Xaykh al-Mahdí, al que va haver de cedir Meknès (que de fet no dominava) i el Gharb, a canvi del seu alliberament (1547). Mentre el seu fill Muhàmmad al-Qasrí va exercir el govern i va lluitar contra els sadites que van ocupar diverses ciutats de la costa atlàntica. Finalment Àhmad fou alliberat (1547). Mahàmmad va ocupar Meknès (1548), possessió dels marínides. i tot seguit va assetjar Fes (1548) i després de mesos de lluita la va ocupar (31 de gener de 1549) posant de fet final a la dinastia wattàssida.
Abu-l-Abbàs Àhmad va ser fet presoner per segona vegada, i enviat a Marràqueix, on fou executat el 1551, juntament amb el seu fill Muhàmmad al-Qasrí (igualment fet presoner el 1549). Restava com a pretendent al tron Alí Abu-Hassun que s'havia retirat a la costa nord a Vélez de la Gomera, sota protecció espanyola i va anar a veure a Carles V, a qui va demanar ajut. També va demanar suport als portuguesos i després va anar a Alger per aconseguir suport del paixà turc. Amb aquests ajuts va poder recuperar Fes el 9 de gener de 1554, però en una sortida per combatre a les forces sadites el setembre del mateix anys, va resultar mort (21 de setembre de 1554) a un combat a Mosellana. Els seus fills van haver d'emigrar del Marroc i es van refugiar a Espanya. Un d'ells, an-Nàssir, va poder retornar i aixecar una partida al Marroc però sense cap resultat concret; altres prínceps van restar a Espanya on fins i tot alguns es van convertir al cristianisme.
Fou la darrera dinastia berber del Marroc.

## Membres de la dinastia

### Visirs
- 1420-1448 : Abu-Zakariyà Yahya
- 1448-1458 : Alí ibn Yússuf
- 1458-1459 : Yahya ibn Abi-Zakariyà Yahya

sultà marínida
- Abu-Muhàmmad Abd-al-Haqq 1459-1465

xerif idríssida
- Abu-Abd-Al·lah Muhàmmad al-Jutí 1465-1472

### sultans
- Abu-Zakariyà Muhàmmad aix-Xaykh (1472-1505), emirs del Rif (1459-1472)
- Abu-Abd-Al·lah Muhàmmad ibn Muhàmmad (1505-1526)
- Abu-l-Hàssan Alí ibn Muhàmmad (1526)
- Abu-l-Abbàs Àhmad (1526-1549)
  - Muhàmmad al-Qasrí ibn Àhmad, regent mentre el pare estava presoner 1545-1547

Domini sadita de Mahàmmad (I) aix-Xaykh (1549-1554)
- Alí Abu-Hassun ibn Muhàmmad (gener a setembre de 1554)